# Somewhere Quiet
Somewhere Quiet ist ein Horrorfilm von Olivia West Lloyd. Darin spielt Jennifer Kim eine Frau, die nach einer Entführung in den Wäldern auf Cape Cod ihr Trauma zu verarbeiten versucht. Somewhere Quiet feierte im Juni 2023 beim Tribeca Film Festival seine Premiere.

## Handlung
Nach ihrer Entführung begibt sich Meg gemeinsam mit ihrem Ehemann Scott zum Anwesen seiner Familie an der Küste von Cape Cod, einer Halbinsel im Südosten von Massachusetts, um dort in den Wäldern ihr Trauma zu verarbeiten.

## Produktion
Bei Somewhere Quiet handelt es sich um das Spielfilmdebüt von Olivia West Lloyd, die auch das Drehbuch schrieb.
Jennifer Kim spielt Meg. Es handelt sich nach einer Reihe von Nebenrollen in Fernsehserien und einer größeren Rolle in dem Thriller She Dies Tomorrow um ihre erste Hauptrolle in einem Film. Kentucker Audley, der ebenfalls in She Dies Tomorrow mitwirkte, spielt ihren Ehemann Scott. Marin Ireland ist in der Rolle von Scotts Cousine Madeline zu sehen.
Kameramann Conor Murphy war zuletzt für mehrere Kurzfilme, den Horrorfilm The Witch Next Door, die Tragikomödie Susie Searches und das Filmdrama Little Brother tätig.
Die Filmmusik komponierte Ariel Marx, die zuletzt für den Horrorthriller Birth/rebirth von Laura Moss arbeitete.
Die Premiere war am 8. Juni 2023 beim Tribeca Film Festival. Im August 2023 wurde Somewhere Quiet beim New/Next Film Festival gezeigt. Am 2. Februar 2024 soll der Film in ausgewählte US-Kinos kommen.

## Rezeption

### Kritiken
Von den bei Rotten Tomatoes aufgeführten Kritiken sind 90 Prozent positiv.

### Auszeichnungen
Screamfest Horror Film Festival 2023
- Auszeichnung für die Beste Regie (Olivia West Lloyd)
- Auszeichnung als Beste Schauspielerin (Jennifer Kim)
- Auszeichnung für den Besten Filmschnitt (Sofi Marshall)[5]

Tribeca Film Festival 2023
- Nominierung als Bester US-Spielfilm für den Founders Award (Olivia West Lloyd)[1]